# 팻 하몬

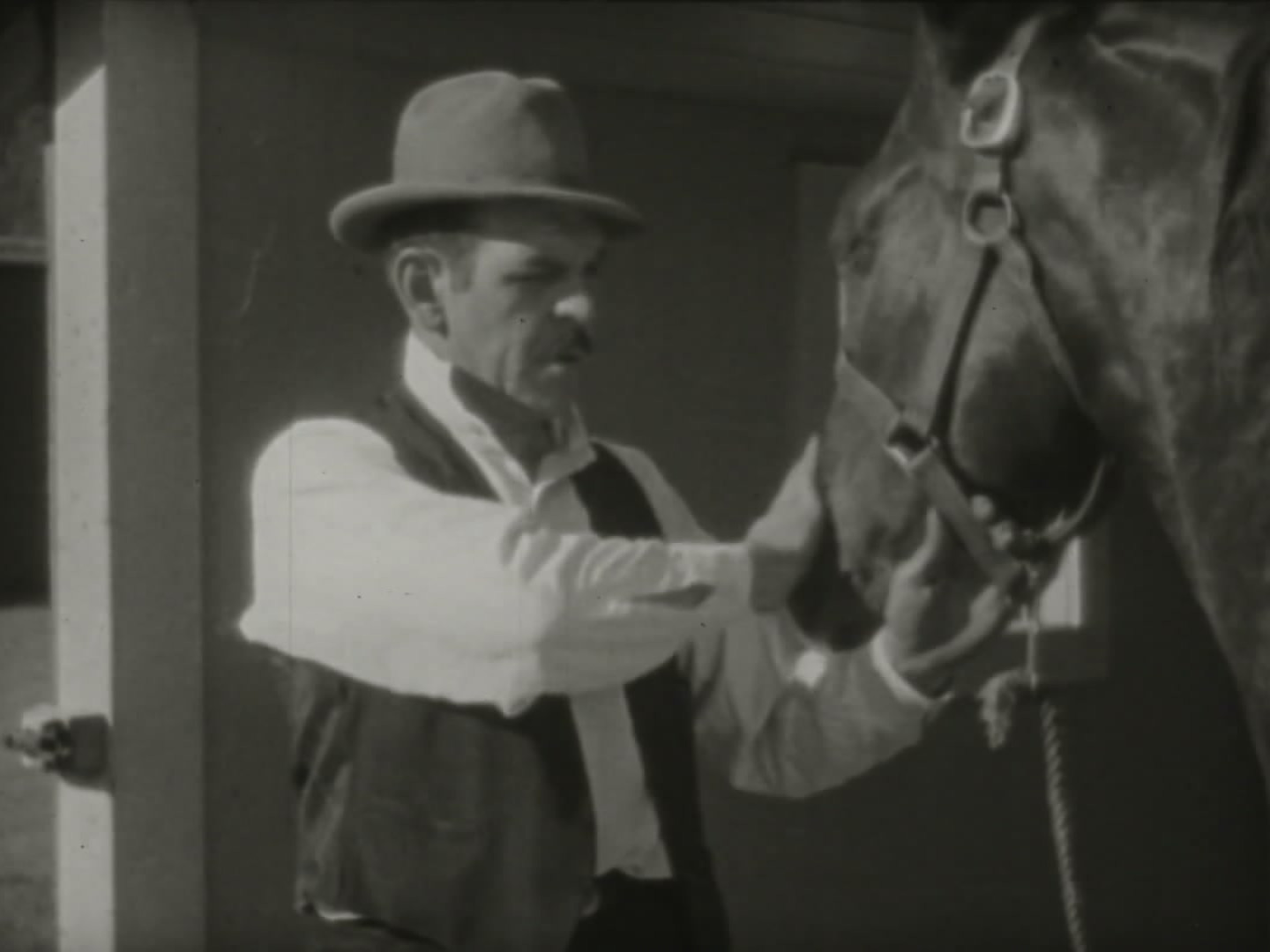

팻 하몬(Pat Harmon, 1886년 2월 3일 ~ 1958년 11월 26일)은 미국의 배우이다.
일리노이주에서 태어났으며 리버사이드에서 사망하였다.

## 영화
- 첫 항해 (1933년)
- 몽키 비지니스 (1931년)
- 레츠 고 네이티브 (1930년)
- 프리 앤 이지 (1930년)
- 네이비 블루스 (1929년)
- 마지막 위험 (1929년)
- 쇼 피플 (1928년)
- 신입생 (1925년)